# Juan G. Bazán
Juan G. Bazán est une localité argentine située dans le département de Patiño, province de Formosa. Elle est pionnière de la culture de l'arachide à Formosa.